# Elaeocarpus rumphii
Elaeocarpus rumphii är en tvåhjärtbladig växtart. Elaeocarpus rumphii ingår i släktet Elaeocarpus och familjen Elaeocarpaceae.

## Underarter
Arten delas in i följande underarter:
- E. r. rumphii
- E. r. ternatensis